# Roquiague
Roquiague (Baskisch:Arrokiaga) is een gemeente in het Franse departement Pyrénées-Atlantiques (regio Nouvelle-Aquitaine) en telt 127 inwoners (1999). De plaats maakt deel uit van het arrondissement Oloron-Sainte-Marie. Het ligt in de Baskische provincie Soule.

## Geografie
De oppervlakte van Roquiague bedraagt 10,8 km², de bevolkingsdichtheid is 11,8 inwoners per km².
De onderstaande kaart toont de ligging van Roquiague met de belangrijkste infrastructuur en aangrenzende gemeenten.

## Demografie
Onderstaande figuur toont het verloop van het inwonertal (bron: INSEE-tellingen).